# André Hoekstra
André Hoekstra (n. Baarn, 5 de abril de 1962) es un exfutbolista neerlandés que jugaba en la demarcación de centrocampista. Actualmente es entrenador adjunto del Excelsior Rotterdam.

## Selección nacional
Jugó un total de un partido con la selección de fútbol de los Países Bajos. Lo hizo el 14 de marzo de 1984 en calidad de amistoso contra Dinamarca en un encuentro que finalizó con un resultado de 6-0 a favor del combinado neerlandés, tras los goles de Hoekstra, Wim Kieft y René van der Gijp y Peter Houtman, ambos por partida doble.

### Goles internacionales
| # | Fecha               | Estadio                                  | Oponente  | Gol | Resultado | Competición |
| - | ------------------- | ---------------------------------------- | --------- | --- | --------- | ----------- |
| 1 | 14 de marzo de 1984 | De Meer Stadion, Ámsterdam, Países Bajos | Dinamarca | 4–0 | 6-0       | Amistoso    |

## Clubes

### Como futbolista
| Club               | País         | Año       | Partidos | Goles |
| ------------------ | ------------ | --------- | -------- | ----- |
| Feyenoord Róterdam | Países Bajos | 1981-1988 | 181      | 65    |
| RKC Waalwijk       | Países Bajos | 1988-1994 | 137      | 40    |

### Como entrenador
| Club         | País         | Año       |
| ------------ | ------------ | --------- |
| ADO Den Haag | Países Bajos | 1998-1999 |

## Palmarés

### Campeonatos nacionales
| Título     | Club               | País         | Año  |
| ---------- | ------------------ | ------------ | ---- |
| Eredivisie | Feyenoord Róterdam | Países Bajos | 1984 |
| KNVB Cup   | Feyenoord Róterdam | Países Bajos | 1984 |